# Fritz Nagy
Frederick Karl Nagy, detto Fritz (Akron, 3 gennaio 1924 – Akron, 5 giugno 1989), è stato un cestista statunitense, professionista nella NBL e nella BAA.

## Carriera
Venne selezionato dai Pittsburgh Ironmen nel Draft BAA 1947.